# Étienne Pivert de Senancour
Étienne Pivert de Senancour (Paris, 16 de novembro de 1770 - Saint-Cloud, 10 de janeiro de 1846), foi um escritor romancista francês.